# 阿克塔什河
阿克塔什河是俄羅斯的河流，位於達吉斯坦共和國，河道全長156公里，流域面積3,390平方公里，河水主要來自雨水和地下水，最終注入蘇拉克河。